# فدراسیون فوتبال ونزوئلا
فدراسیون فوتبال ونزوئلا (اسپانیایی: Federación Venezolana de Fútbol‎) نهاد اداره‌کننده مسابقات فوتبال و فوتسال در کشور ونزوئلا است.
این فدراسیون که در ۱۹۲۶ تأسیس شده عضو کونمبول و FIFA نیز می‌باشد و مقر آن در شهر کاراکاس است.
مسابقات لیگ دسته اول فوتبال ونزوئلا زیر نظر این فدراسیون برگزار می‌شود.